# Croton saipanensis
Espèce
Croton saipanensis est une espèce de plantes à fleurs du genre Croton et de la famille des Euphorbiaceae, présente à Marianas (Saipan), aux Îles Mariannes du Nord.
Il a pour synonyme :
- Saipania glandulosa, Hosok.,